# ダイアン・ディズニー・ミラー
ダイアン・ディズニー・ミラー（Diane Disney Miller、1933年12月18日 - 2013年11月19日）は、ウォルト・ディズニー・ファミリー博物館館長。本名はダイアン・マリー・ディズニー（Diane Marie Disney）。

## 経歴
ウォルトとリリアンの長女として生まれた彼女はロナルド・W・ミラーと結婚した。1970年代にカリフォルニア州ナパ郡に果樹園の土地を購入し、1984年に夫の追放後は果樹園経営に専念。その後1987年、彼女はロサンゼルスのウォルト・ディズニー・コンサートホールの建設に尽力し5千万ドルを寄付。しかしコスト上の論争で動きが取れなくなったが2004年にホールはオープンした。さらに2005年7月17日にサンフランシスコプレシディオにウォルト・ディズニー・ファミリー博物館を建設に指揮をとり、4年後の2009年10月にオープンし館長となる。

## 家族
- ウォルト・ディズニー（父親、ウォルト・ディズニー・カンパニー初代代表取締役会長）
- リリアン・バウンズ・ディズニー（母親）
- イライアス・ディズニー（祖父）
- フローラ・ディズニー（祖母）
- ハーバード・A・ディズニー（父親の1番目の兄、郵便配達員）
- レイ・ディズニー（父親の2番目の兄、保険会社勤務）
- ロイ・O・ディズニー（父親の3番目の兄、ウォルト・ディズニー・カンパニー2代目代表取締役会長）
- エドナ・フランシス・ディズニー（父親の3番目の兄の妻）
- ルース・F・ディズニー（父親の妹）
- ロイ・E・ディズニー（従兄、父親の3番目の兄の息子、元・ウォルト・ディズニー・スタジオ副会長）
- シャロン・M・ディズニー（妹）
- ロナルド・W・ミラー（夫、元・ウォルト・ディズニー・カンパニー代表取締役社長）